# 圣佩克西娜
圣佩克西娜（法語：Sainte-Pexine，法語發音：[sɛ̃t pɛksin]）是法国卢瓦尔河地区大区旺代省的一个市镇，位于该省中部偏南，属于永河畔拉罗什区。

## 地理
圣佩克西娜（46°33'40"N, 1°8'21"W）面积15.76 平方千米，位于法国卢瓦尔河地区大区旺代省，该省份为法国西部沿海省份，北起大西洋卢瓦尔省和曼恩-卢瓦尔省，西临大西洋，南至滨海夏朗德省，东部及东南部与德塞夫勒省接壤。
与圣佩克西娜接壤的市镇（或旧市镇、城区）包括：贝赛、布尔讷佐、莱河畔穆捷、莱皮诺。

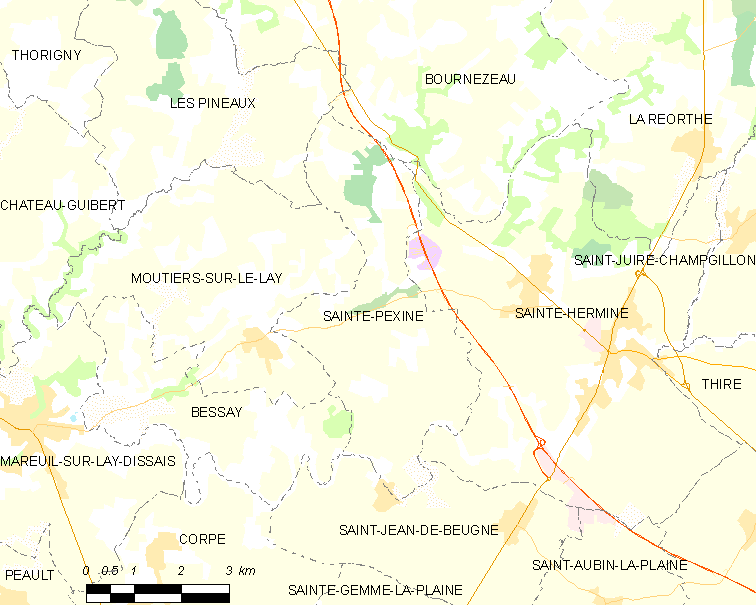
圣佩克西娜的OSM定位图

圣佩克西娜的时区为UTC+01:00、UTC+02:00（夏令时）。

## 行政
圣佩克西娜的邮政编码为85320，INSEE市镇编码为85261。

## 政治
圣佩克西娜所属的省级选区为莱河畔马勒伊-迪赛县。

## 人口

1962-2008年间圣佩克西娜人口变化图示

圣佩克西娜于2022年1月1日时的人口数量为297人。